# أنيباميل
أنيباميل Anipamil من حاصرات قنوات الكالسيوم